# Le Géant égoïste
Pour plus de détails, voir Fiche technique et Distribution.
Le Géant égoïste (The Selfish Giant) est un film dramatique britannique écrit et réalisé par Clio Barnard et sorti en 2013. Il est inspiré du conte d'Oscar Wilde Le Géant égoïste (1888).

## Synopsis
Arbor et Swifty, deux comparses exclus du collège, sont embauchés par Kitten, un ferrailleur, pour le fournir en métaux.

## Fiche technique
- Titre original : The Selfish Giant
- Titre français : Le Géant égoïste
- Réalisation : Clio Barnard
- Scénario : Clio Barnard
- Direction artistique : Helen Scott
- Décors : Matthew Price
- Montage : Nick Fenton
- Musique : Harry Escott
- Photographie : Mike Eley
- Production : Tracy O'Riordan
- Sociétés de production : British Film Institute et Moonspun Films
- Sociétés de distribution : Protagonist Pictures
- Pays d’origine : Royaume-Uni
- Langue : Anglais
- Genre : Drame
- Dates de sortie :
  -  France : mai 2013 (festival de Cannes 2013)
  -  Royaume-Uni : 25 octobre 2013

## Distribution
- Conner Chapman : Arbor
- Shaun Thomas : Swifty
- Sean Gilder : Kitten
- Lorraine Ashbourne : Mary
- Ian Burfield : Mick Brazil
- Steve Evets
- Siobhan Finneran : Mme Swift
- Ralph Ineson : Johnny Jones

## Analyse
Dans The Guardian, un critique compare la forme du film au cinéma britannique des années . Le journaliste cite alors Amma Asante, Sally El Hosaini, Tina Gharavi, Andrea Arnold « et maintenant Clio Barnard a prouvé sa maîtrise de la forme avec cet incroyable film qui revisite dans notre époque une histoire d'Oscar Wilde ».

## Accueil
Le film a reçu un accueil critique très positif, saluant en particulier la réalisation de Barnard et l'interprétation des deux jeunes acteurs Conner Chapman et Shaun Thomas. L'agrégateur de critiques Rotten Tomatoes rapporte 96 % de critiques positives, attribuant au film le label « Certified Fresh », d'après 50 critiques et une moyenne de 8.2⁄10. Le consensus rédigé par le site est : « singulièrement émotionnel et magnifiquement réalisé, The Selfish Giant utilise un beau scénario pour présenter un peu du meilleur de ce que le cinéma britannique moderne a à offrir ». Metacritic affiche un score de 83⁄100 d'après 21 critiques, ainsi que le label « Universal acclaim ».
The Guardian, avec cinq étoiles sur cinq, écrit dans sa critique qu'« il y a beaucoup de tragique dans la façon dont [Shaun] Thomas trace l’ascension de Swifty du protégé vers le protecteur ; de même qu'est poignante la rébellion brouillon et blessée de Conner Chapman, sans parler de l'insolence exquise dont il fait preuve quand il demande aux deux flics d'enlever leurs chaussures avant d'entrer chez sa mère ».

## Distinctions

### Récompenses
- AFI Fest 2013 : New Auteurs Award for Direction pur Clio Barnard et Prix du public (sélection « New Auteurs »)
- Festival de Cannes 2013 : Label Europa Cinemas (sélection « Quinzaine des réalisateurs »)
- Festival du film britannique de Dinard 2013 : Hitchcock d'or, prix de l'image et prix Coup de cœur
- Festival international du film des Hamptons 2013 : Golden Starfish Award du meilleur film, prix spécial du jury pour Conner Chapman
- Festival international du film de Flandre-Gand 2013 : Grand prix du meilleur film
- Festival du film de Londres 2013 : Jury Commendation des meilleurs espoirs britanniques pour Conner Chapman et Shaun Thomas « l'ensemble du jury a été sidéré par les performances de ces deux jeunes acteurs, et nous n'avons pas pu les départager tant ils sont le cœur du film. Ils ont tous deux un incroyable talent que nous avons choisi de reconnaître de façon conjointe. »
- Festival international des jeunes réalisateurs de Saint-Jean-de-Luz 2013 : Chistera du meilleur film
- Festival international du film de Stockholm 2013 : cheval de bronze « un film incroyablement complet. Bouleversant, direct, poétique, réaliste, délicat et humoristique. L'interaction sensible entre les deux acteurs principaux donne le portrait le plus touchant de l'amitié que nous ayons vu dans un film. Seul quelqu'un d'insensible pourrait ne pas aimer ce film. »
- British Independent Film Awards 2013 : meilleur technicien pour Amy Hubbard (directrice de casting)

- Festival international du film de Palm Springs 2014 : Directors to Watch pour Clio Barnard
- London Film Critics Circle Awards 2014 :
  - Meilleur film britannique
  - Meilleur espoir britannique pour Conner Chapman

### Nominations et sélections
- Festival international du film de Karlovy Vary 2013
- Festival international du film de Jérusalem 2013
- Festival international du film de Rio de Janeiro 2013
- Festival international du film de Varsovie 2013
- Festival international du film de Thessalonique 2013
- Festival du film d'Arras 2013
- Festival du film européen de Séville 2013
- British Independent Film Awards 2013 :
  - Meilleur film
  - Meilleur réalisateur pour Clio Barnard
  - Meilleure actrice dans un second rôle pour Siobhan Finneran
  - Meilleur espoir pour Conner Chapman et Shaun Thomas
  - Meilleur scénario pour Clio Barnard
  - Meilleure production

- London Film Critics Circle Awards 2014 : meilleur espoir britannique pour Shaun Thomas
- British Academy Film Awards 2014 : meilleur film britannique